# Rüdiger Zeige
Rüdiger Zeige (* 25. März 1947; † 31. Mai 2022) war ein deutscher Hörspielregisseur. Bereits im Schulalter war er als Sprecherkind im Hörspiel tätig und verkörperte die Figur des Jockl in der Reihe Was ist denn heut bei Findigs los?. Ab den 1970er-Jahren war er beim Rundfunk der DDR als Hörspielregisseur tätig. Bis 1990 war er an mehr als 150 Produktionen beteiligt. Nach der Auflösung des DDR-Rundfunks (Ende 1990) zog er auf die Insel Rügen und war dort als Redakteur der lokalen Wochenzeitung Der Rüganer tätig. Von etwa 2003 bis zu seiner Pensionierung war er Pressesprecher der Stadt Bergen. Der Toningenieur und Tonmeister Klaus Zeige war sein älterer Bruder.

## Hörspiel-Inszenierungen (Auswahl)
- 1975: Andreas und der Knochenmann von Karlheinz Klimt
- 1977: Der blaue Vogel von Maurice Maeterlinck
- 1979: Pippi Langstrumpf (2 Teile), von Astrid Lindgren
- 1980: Prinz und Bettelknabe nach Mark Twain
- 1980: Das allerschönste Mädchen von Gert Prokop
- 1981: Die Erbsenprinzessin nach Hans Christian Andersen
- 1983: Die große Erfindung des kleinen Herrn Mutzelbach von Gerhard Schöne
- 1983: Der Ring mit den Diamanten nach Wilhelm Hauff
- 1987: Die Kinder der Maheude nach Emile Zola
- 1988: Die Springmaus von Annelies Schulz (Kinderhörspiel/Kurzhörspiel – Rundfunk der DDR)
- 1988: O Täler weit, o Höhen ... von Ulrich Waldner (Kurzhörspiel aus der Serie Waldstraße 7 – Rundfunk der DDR)
- 1989: Der alte Igel und das neue Jahr von Peter Hacks

## Tonträger
- 1986:  Reinhard Lakomy & Monika Ehrhardt: Schlapps und Schlumbo – Geschichtenlieder-Hörspiel, Langspielplatte, AMIGA 8 45 308, (Wortregie)